# Bouati Mahmoud
Bouati Mahmoud è un comune dell'Algeria, situato nella provincia di Guelma.